# 뇌궁

뇌궁(腦弓, fornix) 또는 뇌활은 좌우 대뇌 반구의 해마체에서 일어난 신경 섬유 다발이 뇌들보 밑에서 만나 하나의 몸통을 이루는 것을 가리킨다. 이는 앞쪽에서 나뉘어 사이뇌(간뇌)의 여러 부분으로 활처럼 휘면서 간다.

## 뇌궁교련
뇌궁교련(腦弓交連)은 뇌궁의 다리 사이를 연결하는 세모꼴의 판. 양쪽 해마를 연결하는 신경 섬유 다발을 형성하며, 뇌들보 뒷부분의 아래에 있다.

## 뇌궁주
뇌궁주(腦弓柱)는 뇌궁 몸통의 앞쪽 끝에서 사이뇌로 벌어지면서 달리는 신경 섬유 다발. 주로 해마에서 기원하여 사이뇌의 유두체로 달린다.

## 뇌궁체
뇌궁체(腦弓體)는 뇌궁의 양쪽 뇌활 다리가 뇌들보 아래에서 만나 이루는, 짝이 없는 중간 부분이다.

## 뇌궁하기관
뇌궁하기관(腦弓下器官)는 대뇌 반구의 안쪽 면과 간뇌에 속해 있는 긴 활 모양의 유수 섬유의 집합인 뇌궁 아래에 있는 기관이다.

## 같이 보기
- 변연계
- 아래마루소엽
- 대뇌궁상섬유